# デューン/砂の惑星II
『デューン/砂の惑星II』（Frank Herbert's Children of Dune）は、2003年に放送されたアメリカのSF専門ケーブルテレビ局SCI FIチャンネル製作のテレビドラマ（ミニシリーズ）。2000年に同局が放送した『デューン/砂の惑星』の続編に当たる。

## 概要
オリジナルのタイトル"Children of Dune"は、原作であるフランク・ハーバートの小説『デューン/砂丘の子供たち』に対応するが、内容としては『デューン/砂漠の救世主』（Dune Messiah）をも含む。構成する3話のうち「示されし黄金の道」が『デューン/砂漠の救世主』に、「選ばれし砂漠の子供達」「秘められし砂漠の力」が『デューン/砂丘の子供たち』にそれぞれ対応する。『デューン』シリーズで、これらが映像化されるのは本作が初めてである。
2003年のエミー賞・視覚効果賞・ミニシリーズ/テレビ映画部門を受賞した。

## キャスト
- ポウル・ムアドディブ・アトレイデス：アレック・ニューマン（吹替：青木誠）
- アーリア：ダニエラ・アマヴィア（吹替：柳沢真由美）
- イルーラン姫：ジュリー・コックス（吹替：皆川純子）
- スティルガー：スティーヴン・バーコフ（吹替：岩崎ひろし）
- チャニ：バーバラ・コデトヴァ（吹替：斎藤恵理）
- ダンカン・アイダホ：エドワード・アタートン（吹替：望月健一）
- レト2世：ジェームズ・マカヴォイ（吹替：新垣樽助）
- ガニマ：ジェシカ・ブルックス（吹替：たかはし智秋）
- レディ・ジェシカ：アリス・クリーグ
- ウェンシシア・コリノ：スーザン・サランドン（吹替：定岡小百合）
- ウラディミール・ハルコネン男爵：イアン・マクニース（吹替：宝亀克寿）

## スタッフ
- 監督：グレッグ・ヤイタネス
- 脚本：ジョン・ハリソン
- 音楽：ブライアン・タイラー
- 撮影：アーサー・レインハート
- 衣装：テオドア・ピステック
- 音楽：ブライアン・タイラー

## サブタイトル（エピソード）
1. 示されし黄金の道
2. 選ばれし砂漠の子供達
3. 秘められし砂漠の力